# Palais Tessin

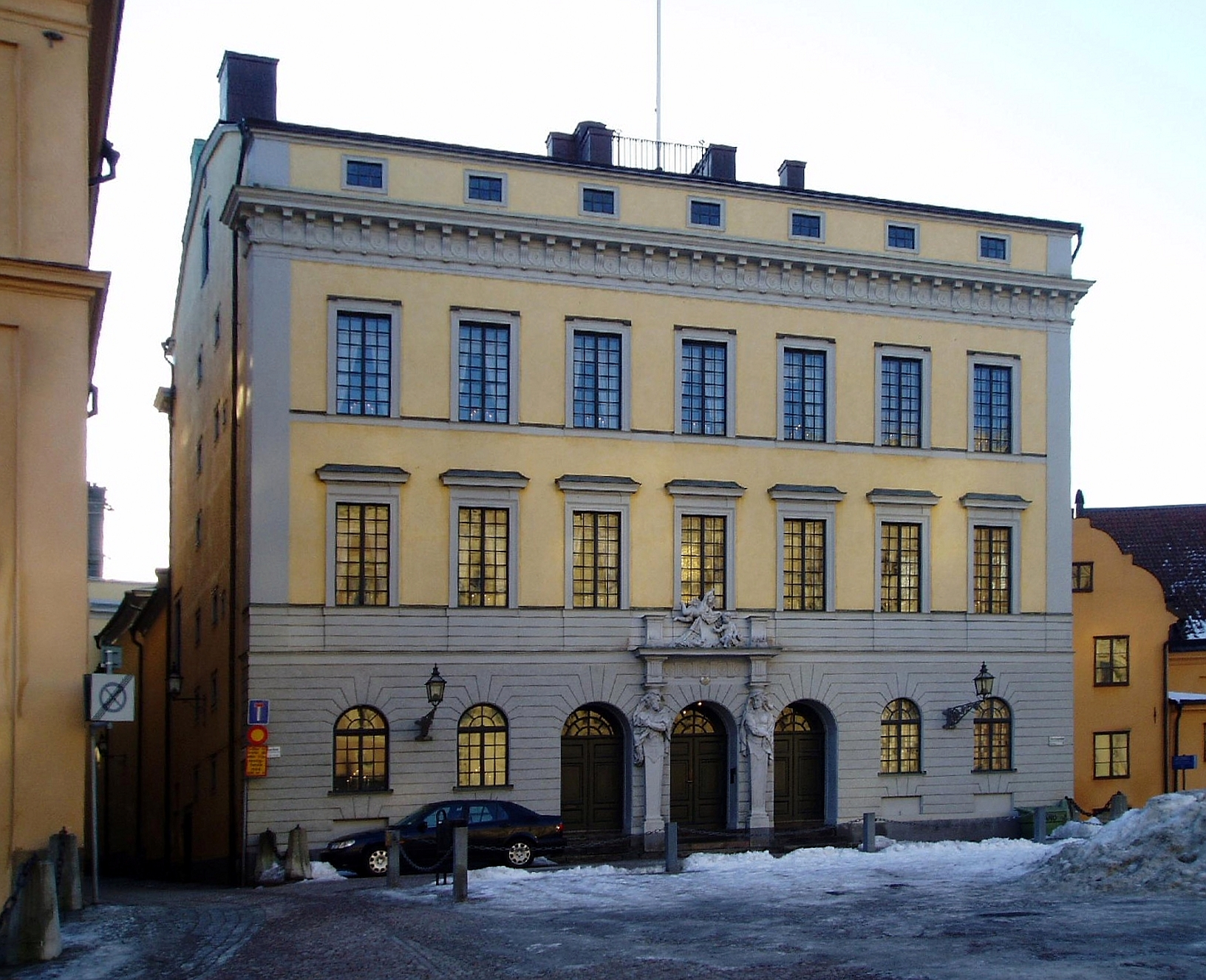
Palais du Tessin

Le Palais du Tessin est un bâtiment de la vieille ville de Stockholm. Il a été construit en 1692 par l'architecte du palais de Stockholm, Nicodème Tessin le Jeune, destiné à lui et sa famille.

## Histoire et description

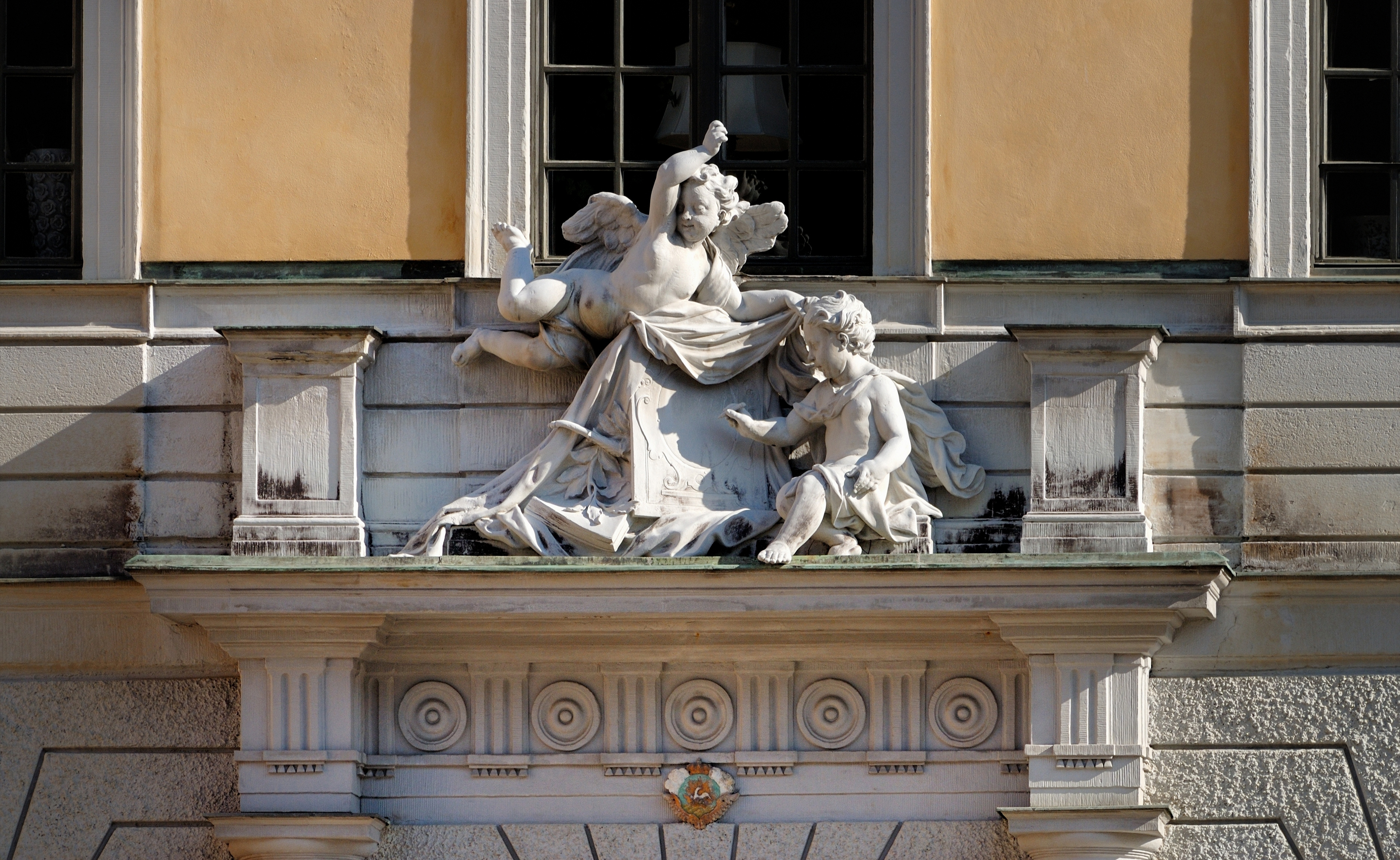
Détail de la façade au-dessus du portail d'entrée

La façade, juste en face de la façade sud du palais, est de style baroque et la cour intérieure comprend un jardin avec une fontaine. Le Tessin a su attirer divers artistes français pour décorer les intérieurs. En 1755, le fils de l'architecte, l'homme d'État et diplomate Carl Gustaf Tessin, est contraint de vendre le palais à la famille royale pour des raisons économiques. En fait, le prince Karl était censé emménager, mais il a trouvé des chambres convenables dans le palais royal. La ville de Stockholm acheta alors le palais comme résidence du gouverneur en chef.
Le Palais du Tessin est classé monument historique Byggnadsminne depuis 1965. Depuis 1968, c'est la résidence du gouverneur du comté de Stockholm. Aujourd'hui, le bâtiment appartient à l'État.